# سيواكاري حور
سيواكاري حور، (بالإنجليزية: Sewadjkare Hori)‏. (المعروف أيضا باسم Hori II) فرعون من السلالة الثالثة عشر في عهد الدولة الوسطى، وربما كان الملك السادس والثلاثين من هذه السلالة. حكم على مصر الوسطى والعليا لمدة 5 سنوات سواء خلال أوائل أو منتصف القرن السابع عشر ، من 1669 حتى 1664 قبل الميلاد أو من 1648 حتى 1643 قبل الميلاد.